# Syncoelidium pellucidum
Syncoelidium pellucidum är en plattmaskart. Syncoelidium pellucidum ingår i släktet Syncoelidium och familjen Bdellouridae. Inga underarter finns listade i Catalogue of Life.